# Rogoźnica (województwo dolnośląskie)

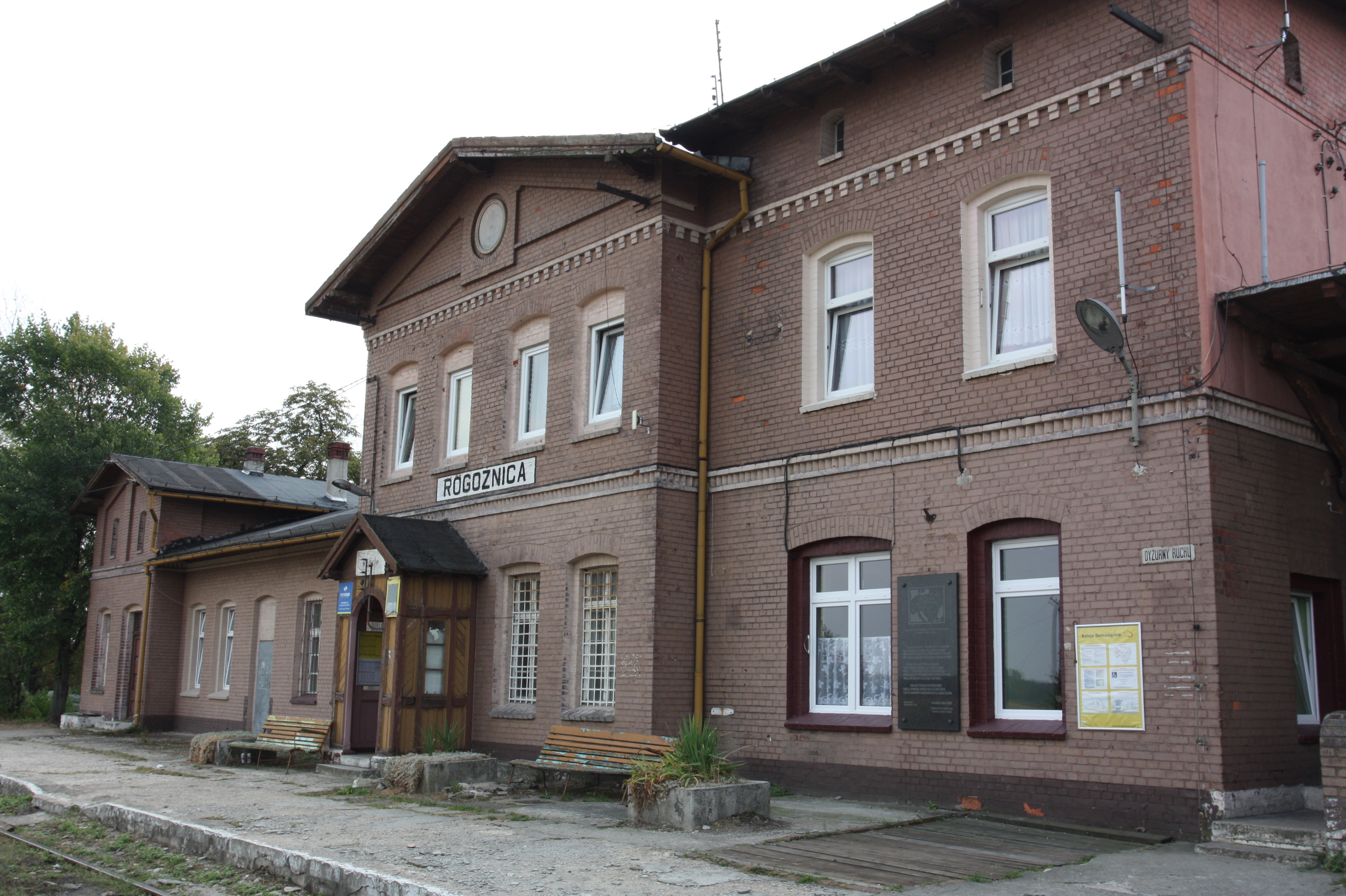
Dworzec kolejowy

Rogoźnica (niem. Groß Rosen, w latach 1945–1948 Rogozne lub Rogozno) – wieś w Polsce położona w województwie dolnośląskim, w powiecie świdnickim, w gminie Strzegom.

## Położenie
Wieś znajduje się w paśmie Przedgórza Sudeckiego (tzw. Wzgórza Strzegomskie), w dolinie potoku Wierzbiak.

## Nazwa
Pierwsza wzmianka o miejscowości pochodzi ze średniowiecznego dokumentu z 1291 roku gdzie wymieniona jest jako Rogozen. W 1295 w kronice łacińskiej Liber fundationis episcopatus Vratislaviensis (pol. Księga uposażeń biskupstwa wrocławskiego) miejscowość wymieniona jest jako Rogosnitz.

## Podział administracyjny
W latach 1975–1998 miejscowość położona była w województwie wałbrzyskim.

## Gospodarka

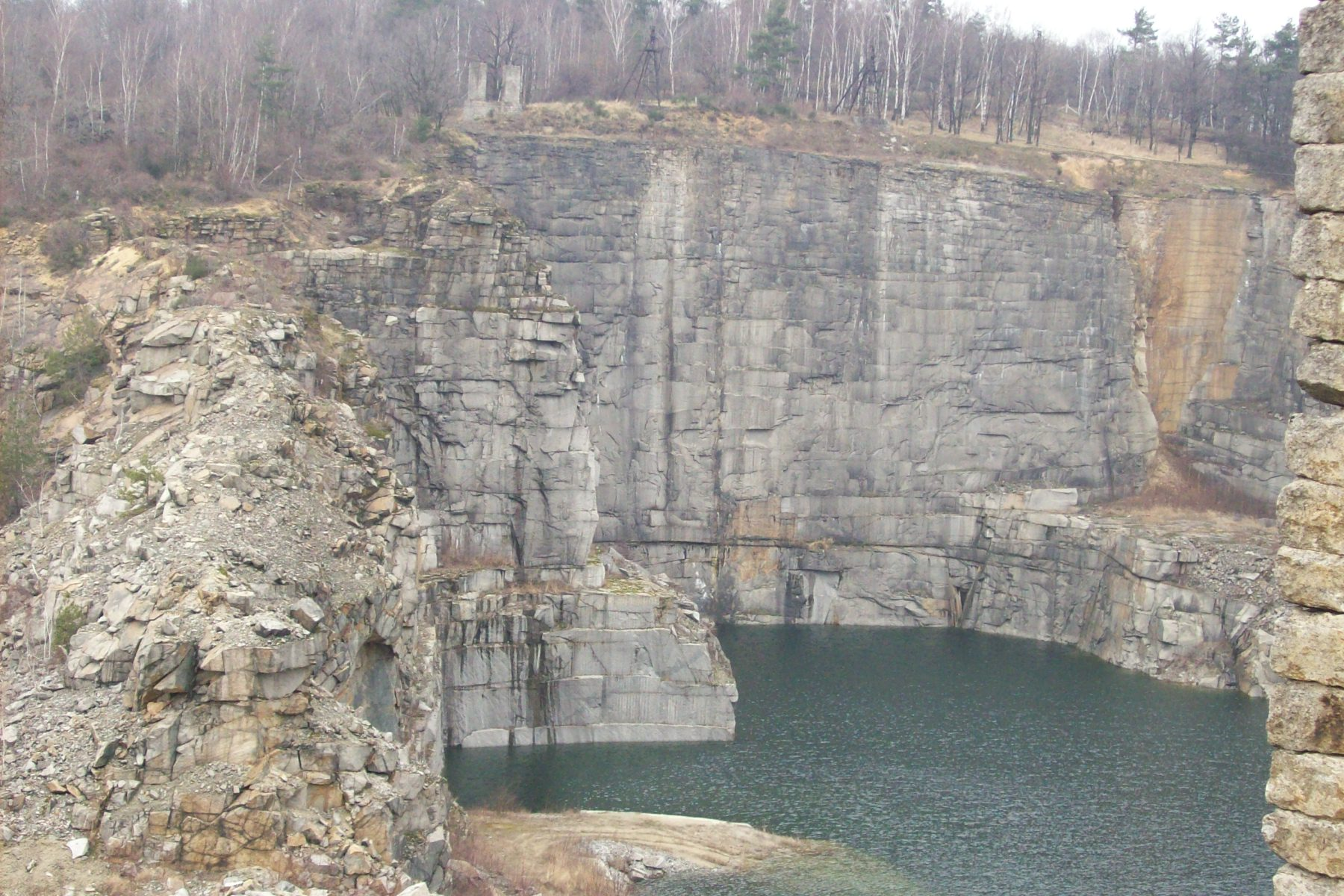
Zalany kamieniołom

Przemysł wydobywczy – liczne kamieniołomy granitu.

## Kolej
Stacja kolejowa na Podsudeckiej Magistrali Kolejowej.

## Zabytki

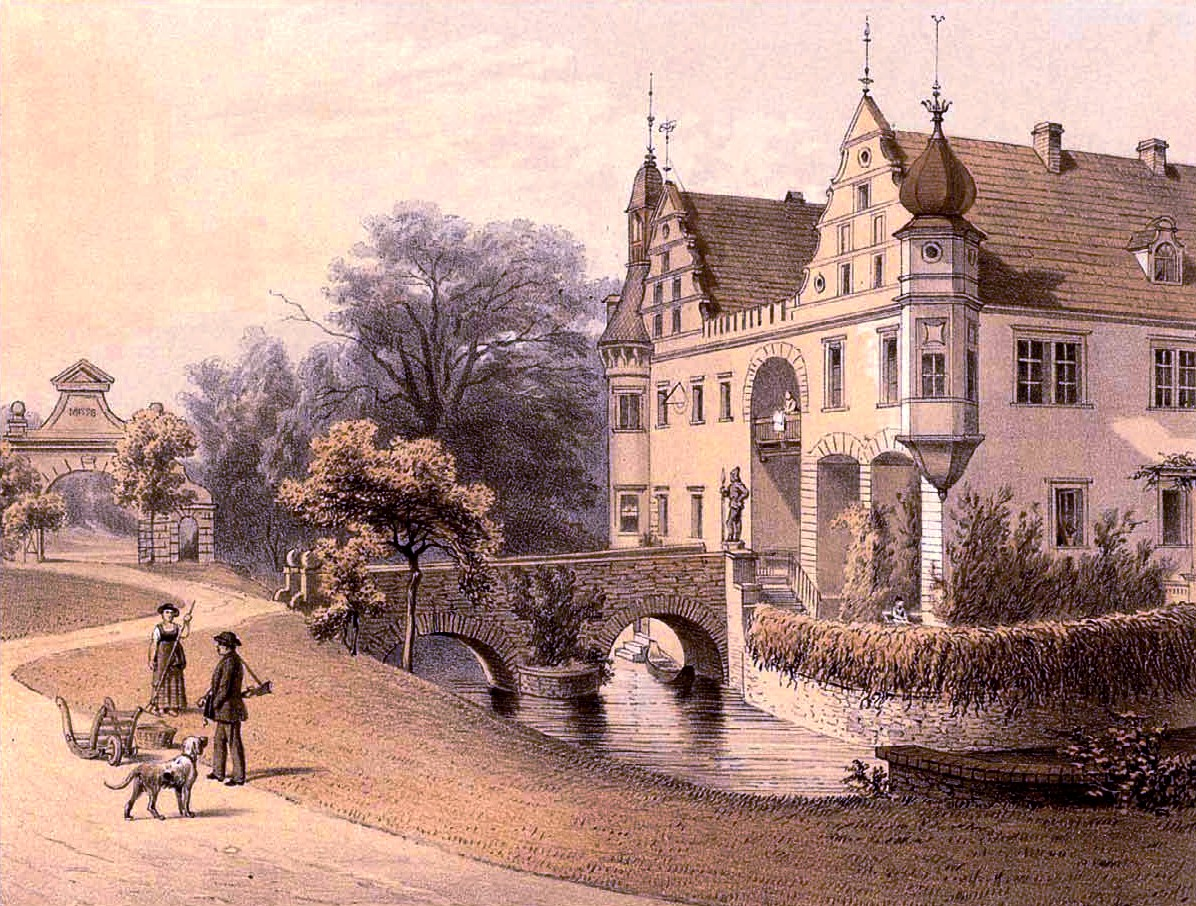
Zamek-pałac około 1860 r. w Rogoźnicy

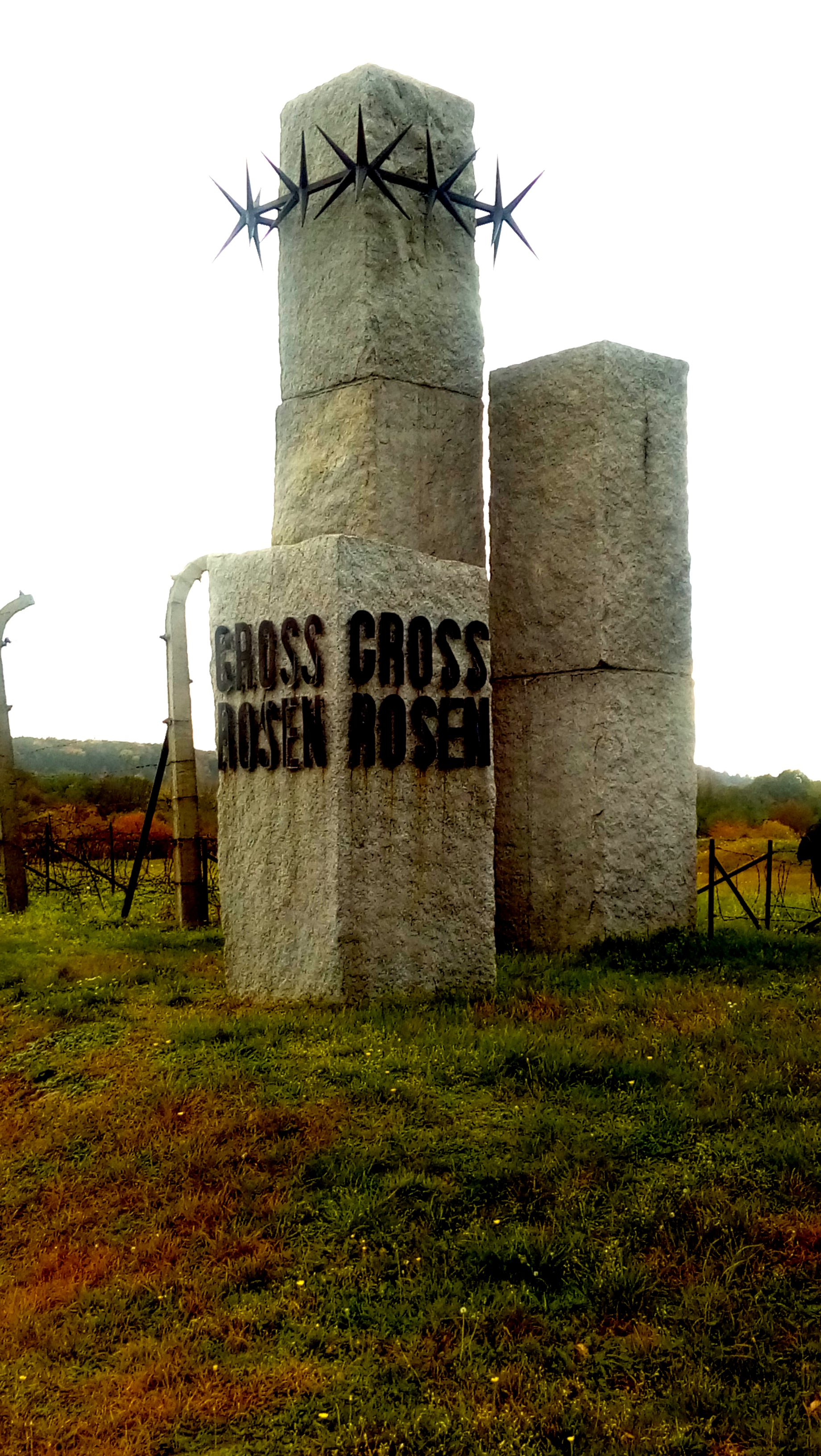
Obelisk przed wjazdem na teren obozu Gross Rosen

Do wojewódzkiego rejestru zabytków wpisane są:
- kościół pomocniczy pw. śś. Szymona i Tadeusza, z końca XV wieku, 1675 r., późnogotycki, przebudowany w XIX w. Wewnątrz barokowy ołtarz i ambona, renesansowe nagrobki[9]
- mauzoleum rodziny Richthofen, obok kościoła śś. Szymona i Tadeusza, lata 1860–1870
- kościół ewangelicki, obecnie rzymskokatolicki parafii pw. MB Różańcowej, lata 1870–1872
- cmentarz ewangelicki, obecnie komunalny, z 1850 r.
  - ogrodzenie cmentarne
- park pałacowy z XIX w.
- KL Groß-Rosen, teren byłego obozu koncentracyjnego, działającego na terenie wsi w latach 1940–1945
- wyrobisko granitu w kamieniołomie

inne zabytki:
- klasycystyczny zajazd z XIX wieku

zabytki nieistniejące:
- zamek-pałac, po budynku nie został żaden ślad